# Peggy Mitchell
Margaret Ann "Peggy" Mitchell (apellido de soltera Martin, previamente Butcher) es un personaje ficticio de la serie de televisión EastEnders, interpretada por la actriz Barbara Windsor del 1994 hasta el 10 de septiembre del 2010.  Barbara regresó brevemente a la serie para un episodio el 20 de agosto del 2013. El 25 de septiembre del 2014 Barbara regresó brevemente a la serie. Posteriormente Barbara regresó a la serie el 17 y 19 de febrero del 2015, así como el 15 de enero del 2016, finalmente apareció de forma recurrente el 9 de mayo del mismo año y su última aparición fue el 17 de mayo del 2016. Anteriormente Peggy fue interpretada por la actriz Jo Warne del 30 de abril de 1991 hasta ese mismo.
Peggy es uno de los personajes más queridos por el público, y es muy conocida por su famosa frase "¡Get outta ma pub!" (en español: fuera de mi taberna).

## Biografía
El 17 de mayo del 2016 Peggy decide quitarse la vida tomando un frasco de pastillas después de descubrir que tenía cáncer terminal, al no querer seguir sufriendo dolores.